# Tom Curry
Tom Curry eller Thomas A. Curry Jr. född 1900 i Hartford, USA, död 1976 i Norwalk, Connecticut, USA, var en amerikansk författare som skrev mer än 120 western- och äventyrsberättelser. Förutom under egna namnet Tom Curry använde han pseudonymen Jeff Jeffries samt flera förlagspseudonymer. 

## Biografi
Curry tog examen vid Columbia College 1922 och började skriva redan som student. Han publicerades i såväl i så kallaf pulpmagasin som böcker med hårda pärmar och publicerades främst av Arcadia House och Avalon Books. 1939 skapade han sin mest kände karaktär, The Rio Kid.
Curry delade pseudonymen Jackson Cole med författare som A. Leslie Scott och Peter B. Germano när han skrev böcker om Jim Hatfield.
Pseudonymen Jack Slade delade han med författarna, Dudley Dean McGaughy och James W. Hardin (egentligen Norman Rubington) när han skrev böcker om Sundance. Pseudonymen Jack Slade användes även för böcker om Lassiter men det är tveksamt om Tom Curry skrev någon av dessa.
1967 donerade Curry sina dokument och manuskript till University of Oregon, men han fortsatte skriva efter detta.
G. M. Farley skrev en biografi om Tom Curry som utgavs 1975.
Vid sin död efterlämnade Curry hustrun Louise samt sonen Stephen och dottern Faith Johnston.

### Sundance-serien (som Jack Slade)
- Renegade 1974 (nr 12) (ursprungligen hade Tom Curry föreslagit titeln Chief of Comancheros)
- Honcho 1974 (nr 13)